# Wojciech Struś
Wojciech (Albrycht) Struś herbu Korczak – konsyliarz województwa krakowskiego w konfederacji tarnogrodzkiej w 1715 roku.